# Johann Georg Theodor Grässe

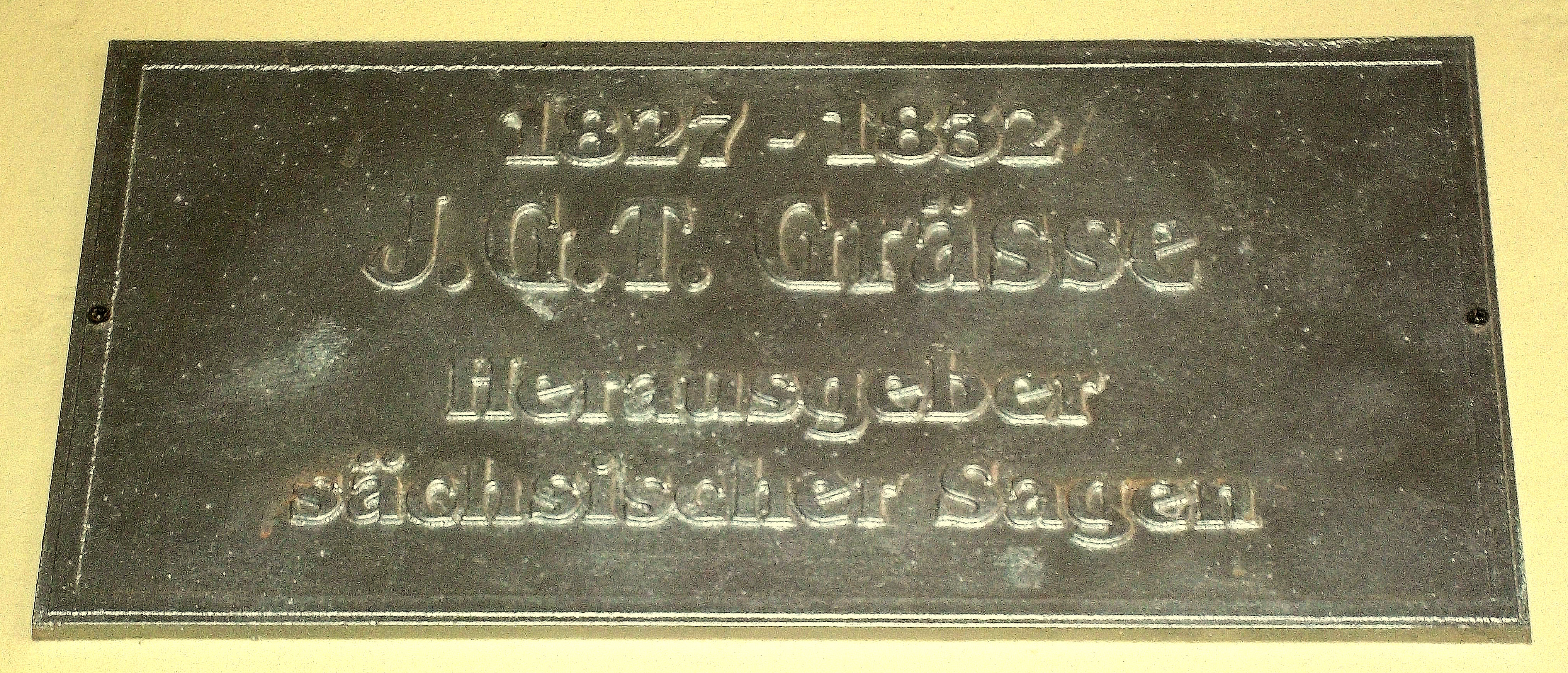
Ehrentafel für Johann Georg Theodor Grässe im Gymnasium St. Augustin Grimma (im Durchgang des Hauptportals)

Johann Georg Theodor Grässe (auch Johann Graesse, auch Gräße; * 31. Januar 1814 in Grimma; † 27. August 1885 in Niederlößnitz) war ein deutscher Bibliograph, Sagenforscher und Literaturhistoriker.

## Leben
Johann Georg Theodor Grässe war der Sohn des deutschen Pädagogen Johann Gottlob Grässe (1769–1827). Nach dem Besuch der Fürstenschule in Grimma (1827–1832) studierte er ab 1833 unter Johann Gottfried Jakob Hermann Philologie sowie Philosophie und Archäologie an der Universität Leipzig, wo er 1834 promoviert wurde. Anschließend ging Grässe an die Universität Halle und setzte seine literaturwissenschaftliche Ausbildung fort. 
1837 begann Grässe mit der Arbeit an einer großangelegten Literaturgeschichte, dem vierbändigen Lehrbuch einer allgemeinen Literätgeschichte aller bekannten Völker der Welt, das die Geschichte der Dichtung sowie die Fachliteratur sämtlicher wissenschaftlicher und künstlerischer Disziplinen umfassen sollte. Nach dem Scheitern seiner Habilitationsabsichten ließ er sich in Dresden nieder, wo er 1838 Lehrer für französische Sprache und Literatur an der Kreuzschule wurde.
1842 legte Grässe eine deutsche Übersetzung der Gesta Romanorum vor. Von 1843 bis 1846 folgte eine Ausgabe der Legenda aurea. 
Wegen seiner Sprach- und Literaturkenntnisse wurde er 1843 zum Privatbibliothekar des sächsischen Königs Friedrich Augusts II. berufen. Dieses Amt hatte er bis zu dessen Tod 1854 inne. Ebenfalls 1843 erschien die Bibliotheca magica et pneumatica, eine Bibliographie über Veröffentlichungen zum Zauber-, Wunder- und Aberglauben unter Berücksichtigung von Hexen- und Teufelsliteratur.
1848 folgte die Ernennung zum Inspektor (ab 1877 Direktor) des Dresdner Münzkabinetts.
1855 erschien als eines seiner Hauptwerke auf dem Gebiet der Sagen Der Sagenschatz des Königreichs Sachsen mit etwa 1000 Sagen. 1861 wurde er zum Direktor der Dresdner Porzellansammlung und 1864 bis zum Eintritt in den Ruhestand 1882 als Hofrat zum Direktor des Grünen Gewölbes ernannt. 
1868/1871 erschien das Sagenbuch des Preußischen Staates mit 2206 Sagen, Nachweise der älteren literarischen Quellen, teilweise auch mit der Angabe Mündlich.
1872 veröffentlichte Grässe unter dem Titel „Bierstudien“ eine umfangreiche Kulturgeschichte des Bieres.
Grässe besaß das Schloss Wackerbarth in Niederlößnitz, wo er drei Jahre nach Beginn seines Ruhestands am 27. August 1885 starb.

## Schriften (Auswahl)
- Gesta Romanorum. 2 Bde., Dresden 1842.
  - Digitalisat erste Hälfte
  - Digitalisat zweite Hälfte
  - Neuauflage Hofenberg, Gesamtausgabe, Berlin 2019, ISBN 978-3-7437-3011-3
- Lehrbuch einer allgemeinen Literärgeschichte aller bekannten Völker der Welt (Leipzig 1837–1860, 4 Bde. in 13 Abteilungen): ein durch die Fülle bibliographischer Nachweisungen und die Masse des zusammengetragenen Stoffes seltenes Dokument deutschen Sammlerfleißes. Einen Auszug daraus mit übersichtlicher Darstellung und berichtigender Umarbeitung gab er als Handbuch der allgemeinen Litteraturgeschichte (Dresden 1844–50, 4 Bde.) heraus.
  - Digitalisat 2. Band, 1. Abteilung, 1. Hälfte
  - Digitalisat 2. Band, 2. Abteilung, 2. Hälfte
  - Digitalisat 2. Band, 3. Abteilung, 2. Hälfte
  - Digitalisat 3. Band, 1. Abteilung
  - Digitalisat 3. Band, 2. Abteilung
  - Digitalisat 3. Band, 3. Abteilung, 1. Hälfte
  - Digitalisat 4. Band
- Bibliotheca magica (Leipzig 1843), (Digitalisat)
- Bibliotheca psychologica (Leipzig 1845)
- Legenda aurea des Jacobus de Voragine (Leipzig 1846)
- Die Sage vom Ritter Tannhäuser (Leipzig 1846; 2. Aufl. unter dem Titel: Der Tannhäuser und ewige Jude, 1861)
- Leitfaden der allgemeinen Literaturgeschichte, Leipzig 1854.
- Sagenschatz des Königreichs Sachsen (Leipzig 1855, 2. Aufl. 1874, Neuauflage herausgegeben von Joachim Jahns, 3 Bde., Dingsda-Verlag, Querfurt 1999, ISBN 3-928498-56-8, ISBN 3-928498-62-2 und ISBN 3-928498-73-8)
  - Digitalisat
  - Neuauflage Hofenberg, Gesamtausgabe, Berlin 2018, ISBN 978-3-7437-2384-9
- Sachsens Fürsten in Bildern mit geschichtlichen Erläuterungen. Dresden 1856.
- mit Peter Christen Asbjörnsen: Nord und Süd. Ein Märchen-Strauß. Dresden 1858 (Norwegische Ausgabe: Eventyr fra fremmede Lande. Christiania 1860.)
- Trésor de livres rares et précieux, Dresden 1859–1869, (Digitalisat)
- Orbis latinus, Verzeichnis der lateinischen Benennungen der bekanntesten Städte etc. Dresden 1861 (Digitalisierte Ausgaben unter: urn:nbn:de:s2w-3093), (Digitalisat).
- Märchenwelt. Verlag Moritz Schäfer. Leipzig 1865.
- Sagenbuch des preußischen Staats. 2 Bände. Carl Flemming, Glogau 1868 und 1871.
  - Band 1 (Digitalisat der Bayerischen Staatsbibliothek).
  - Neuauflage Hofenberg, Berlin 2014, ISBN 978-3-8430-4535-3
  - Band 2 (Digitalisat der Bayerischen Staatsbibliothek).
  - Neuauflage Hofenberg, Berlin 2014, ISBN 978-3-8430-4534-6
- Bierstudien. Ernst und Scherz. Geschichte des Bieres und seiner Verbreitung über den Erdball. Bierstatistik. Bieraberglauben. Bierfeste. Bierorden. Bierspiele. Bierlieder aller Zeiten und Völker. Biersprichwörter. Brauergeheimnisse. Mit Illustrationen und Musikbeilagen. Dresden 1872. (Erschien auch als Reprint des Zentralantiquariats Leipzig 1981.)
- Beschreibender Katalog der königlichen Porzellansammlung. Dresden 1874.
- Sachsens Fürsten aus dem Haus Wettin (das. 1875)
- Geschlechts-, Namen- und Wappensagen des Adels deutscher Nation. Dresden 1876 (Digitalisat)
- Beschreibender Katalog des Grünen Gewölbes (5. Aufl., 1881) (Digitalisat)